# Raimundo Díaz y Medrano
Raimundo Díaz y Medrano (Funes, Navarra 15 de marzo de 1819 - Pamplona 20 de marzo de 1886) fue un político liberal navarro que formó parte del Partido Liberal de Sagasta.

## Biografía
Era ganadero, propietario de una ganadería de toros importante en el siglo XIX, y concurrió a las ferias más importantes de España. Debutó en plazas de primera, que se conozca, en 1864 en Vitoria, y en Madrid en 1865, y acudió a la feria de San Fermín prácticamente durante toda su etapa como ganadero.
Debido a su prestigio popular fue propuesto para presentarse en las elecciones provinciales, entrando en política con 58 años, después de la caída de la I República y Restauración borbónica con Alfonso XII y compitiendo con Nacionalistas vascos, Republicanos españoles y conservadores del partido de Cánovas del Castillo. Ganó sus primeras elecciones en marzo de 1877. Fue miembro de la Diputación Foral de Navarra, y vicepresidente de Navarra, desde las elecciones de diciembre de 1880 hasta 1883. Fue presidente o Gobernador Civil interino desde el 20 de enero hasta el 21 de febrero de 1882, por fallecimeiento del titular José María Gastón. Le sucede José Rodríguez Álvarez. Todos ellos del Partido Liberal. Trasladó su domicilio a Pamplona en el llamado Paseo Valencia, hoy Paseo Sarasate.
Abandonó la política, ya enfermo, con 64 años, falleciendo en Pamplona, tres años después. 
Casado con Nicolasa Solano Apellaniz, tuvo cinco hijos, dejando su ganadería de Toros a su hijo Jorge Díaz Solano, viudo y sin hijos. Su sobrino Cándido Díaz Carrascón prosiguió hasta 1930 con el prestigio nacional de la Ganadería Navarra de Díaz, aportando durante muchos años, pastores, toros y mansos para los encierros de las fiestas de San Fermín.